# Villa supina
Villa supina är en tvåvingeart som först beskrevs av Daniel William Coquillett 1887.  Villa supina ingår i släktet Villa och familjen svävflugor. Inga underarter finns listade i Catalogue of Life.